# Cantonul Guingamp
Cantonul Guingamp este un canton din arondismentul Guingamp, departamentul Côtes-d'Armor, regiunea Bretania, Franța.

## Comune
- Coadout
- Grâces
- Guingamp (reședință)
- Moustéru
- Pabu
- Plouisy
- Ploumagoar
- Saint-Agathon